# Troyte (rivière)
La rivière Troyte  (en anglais : Troyte River) est un cours d’eau de la région de la West Coast de l’Île du Sud de la Nouvelle-Zélande.

## Géographie
Elle s’écoule dans la chaîne de “Hooker Range”, à 15 kilomètres à ouest du mont Aoraki/Mont Cook, s’écoulant vers l’ouest puis le nord pour atteindre le fleuve Karangarua.